# Relations entre l'Eswatini et l'Union européenne
Les relations entre l'Eswatini et l’Union européenne reposent principalement sur l'aide au développement. L'Union européenne a octroyé 63 millions d'euros en Eswatini au titre du 10e Fonds européen de développement dans le but de soutenir l'éducation, la santé, l'approvisionnement en eau et l'assainissement.

## Sources

## Compléments